# Bill Stern
Bill Stern (ur. 1 lipca 1907 w Rochester, zm. 19 listopada 1971 w Rye) – amerykański spiker sportowy.

## Życiorys
Bill Stern urodził się 1 lipca 1907 roku. W 1925 roku został zatrudniony do transmisji meczów piłki nożnej. W 1959 roku opublikował autobiograficzną książkę pt. Taste of Ashes w której opisał swoje wyjście z uzależnienia od narkotyków. Zmarł 19 listopada 1971 roku mając 64 lata. Posiada swoją gwiazdę na Hollywoodzkiej Alei Gwiazd.